# Oleinian etylu
Oleinian etylu – organiczny związek chemiczny, ester kwasu oleinowego i etanolu. Jest on wytwarzany w organizmie podczas zatrucia alkoholowego. Znajduje zastosowanie w przemyśle farmaceutycznym jako rozpuszczalnik lipofilowych substancji, takich jak steroidy. Stosowany jest także jako smar i plastyfikator. Jest także głównym feromonem pszczół.